# Rom (Deux-Sèvres)
Rom és un municipi francès situat al departament de Deux-Sèvres i a la regió de la Nova Aquitània. L'any 2007 tenia 794 habitants.

## Demografia

### Població
El 2007 la població de fet de Rom era de 794 persones. Hi havia 343 famílies de les quals 96 eren unipersonals (56 homes vivint sols i 40 dones vivint soles), 155 parelles sense fills, 64 parelles amb fills i 28 famílies monoparentals amb fills.
La població ha evolucionat segons el següent gràfic:
Habitants censats

### Habitatges
El 2007 hi havia 437 habitatges, 355 eren l'habitatge principal de la família, 54 eren segones residències i 27 estaven desocupats. 429 eren cases i 6 eren apartaments. Dels 355 habitatges principals, 288 estaven ocupats pels seus propietaris, 51 estaven llogats i ocupats pels llogaters i 16 estaven cedits a títol gratuït; 1 tenia una cambra, 21 en tenien dues, 51 en tenien tres, 93 en tenien quatre i 189 en tenien cinc o més. 268 habitatges disposaven pel capbaix d'una plaça de pàrquing. A 180 habitatges hi havia un automòbil i a 134 n'hi havia dos o més.

### Piràmide de població
La piràmide de població per edats i sexe el 2009 era:
| Homes | Edats   | Dones |
| ----- | ------- | ----- |
| 0     | 95 o +  | 0     |
| 0     | 90 a 94 | 8     |
| 4     | 85 a 89 | 4     |
| 0     | 80 a 84 | 12    |
| 28    | 75 a 79 | 8     |
| 36    | 70 a 74 | 32    |
| 12    | 65 a 69 | 28    |
| 44    | 60 a 64 | 16    |
| 28    | 55 a 59 | 28    |
| 32    | 50 a 54 | 32    |
| 36    | 45 a 49 | 32    |
| 24    | 40 a 44 | 28    |
| 20    | 35 a 39 | 24    |
| 28    | 30 a 34 | 16    |
| 24    | 25 a 29 | 16    |
| 40    | 20 a 24 | 8     |
| 28    | 15 a 19 | 24    |
| 16    | 10 a 14 | 20    |
| 20    | 5 a 9   | 8     |
| 16    | 0 a 4   | 12    |

## Economia
El 2007 la població en edat de treballar era de 492 persones, 322 eren actives i 170 eren inactives. De les 322 persones actives 286 estaven ocupades (164 homes i 122 dones) i 36 estaven aturades (19 homes i 17 dones). De les 170 persones inactives 75 estaven jubilades, 26 estaven estudiant i 69 estaven classificades com a «altres inactius».

### Ingressos
El 2009 a Rom hi havia 367 unitats fiscals que integraven 817,5 persones, la mediana anual d'ingressos fiscals per persona era de 14.669 €.

### Activitats econòmiques
Dels 34 establiments que hi havia el 2007, 2 eren d'empreses alimentàries, 10 d'empreses de construcció, 7 d'empreses de comerç i reparació d'automòbils, 2 d'empreses de transport, 2 d'empreses d'hostatgeria i restauració, 1 d'una empresa financera, 5 d'empreses immobiliàries, 4 d'empreses de serveis i 1 d'una entitat de l'administració pública.
Dels 12 establiments de servei als particulars que hi havia el 2009, 1 era una oficina de correu, 2 tallers de reparació d'automòbils i de material agrícola, 3 paletes, 1 guixaire pintor, 2 fusteries i 3 lampisteries.
L'únic establiment comercial que hi havia el 2009 era una fleca.
L'any 2000 a Rom hi havia 58 explotacions agrícoles que ocupaven un total de 4.272 hectàrees.

## Equipaments sanitaris i escolars
El 2009 hi havia una escola elemental.

## Poblacions més properes
El següent diagrama mostra les poblacions més properes.